# Maurice Janetti
Maurice Janetti, né le 1er mars 1933 à Seillons-Source-d'Argens et mort le 22 juillet 1999 à Saint-Julien-le-Montagnier, est un homme politique français.

## Biographie
Maurice Janetti est le fils d'Hermitte Janetti, berger devenu cultivateur d'origine italienne, et de Madeleine Béraud, originaire de Seillons-Source-d'Argens. Il fait ses études à l'école normale d'instituteurs d'Aix-en-Provence. Il épouse Suzanne Olivier, institutrice et future maire de Rians, avec qui il a trois enfants : Jacques, Frédéric et Christian,.
Instituteur et directeur d'école entre 1955 et 1968, Maurice Janetti enseigne à Trets, Moissac-Bellevue et Salernes puis à Saint-Julien-le-Montagnier où il s'installe. Détaché à la Fédération des œuvres laïques du Var pour le Comité varois des classes de neige de l'enseignement public en 1968, il intègre l'Office départemental d'éducation et de loisirs en 1972. Titulaire du diplôme d'État de conseiller d'éducation populaire et du CAPASE, il est détaché en 1974 comme conseiller technique pédagogique à la jeunesse et aux sports.
Il commence sa carrière politique localement en devenant maire de Saint-Julien-le-Montagnier en mars 1965 à l'âge de 32 ans puis conseiller général du canton de Rians à partir de septembre 1973 et est constamment réélu dans ses fonctions jusqu'à son décès.
En janvier 1978, à la suite du décès de Pierre Gaudin dont il est le suppléant, il devient sénateur du Var et siège sur les bancs socialistes, où il est membre de la commission des affaires économiques. Candidat en deuxième position sur la liste départementale présentée par le Parti socialiste lors des élections législatives de 1986, il est élu député du Var mais perd son siège deux ans plus tard dans la 6e circonscription nouvellement créée.
Il retrouve l'Assemblée nationale en mars 1996,, à la faveur d'une élection partielle qui fait suite à la démission du député sortant Hubert Falco devenu sénateur. Il est réélu en 1997 et siège à la commission des affaires culturelles, familiales et sociales. Député du Var, porte-parole de la coordination des élus et des associations, il est considéré comme le plus présent des grands élus aux débats publics de la région PACA.
Personnage chaleureux, fondateur de l'école de musique et de danse du Haut-Var, et de nombreux syndicats intercommunaux,,,, Maurice Janetti est également conseiller régional de Provence-Alpes-Côte d'Azur de 1978 à 1992, puis de 1998 à 1999. Il est une importante figure départementale et régionale durant plusieurs décennies. C'est un visionnaire : dix ans avant les lois Defferre sur la décentralisation, et trente ans avant la mise en place officielle des intercommunalités, il édicte tous les principes de ces innovations et les traduit concrètement. Ce constructeur, ce bâtisseur, n'a qu'exceptionnellement recours au béton pour édifier son œuvre, qui vise d'abord à améliorer le bien-être des citoyens sans bouleverser leur environnement.
Il rejoint le Parti socialiste aux côtés de Jean-Pierre Chevènement, milite au CERES dont il est l'animateur dans le Var, puis dans le courant de Jean Poperen qui l'emporte dans le département lors du congrès de Rennes en 1990. Il devient alors chargé de mission au cabinet du ministre chargé des relations avec le Parlement,,. Dans le même temps, il est secrétaire général de la Fédération nationale des élus socialistes et républicains.
Il meurt brutalement d'une rupture d'anévrisme le 22 juillet 1999 à son domicile de Saint-Julien-le-Montagnier,. Le Premier ministre Lionel Jospin lui rend hommage en évoquant « le souvenir d'un homme de conviction, disponible, fidèle aux valeurs qui l'ont guidé toute sa vie ».

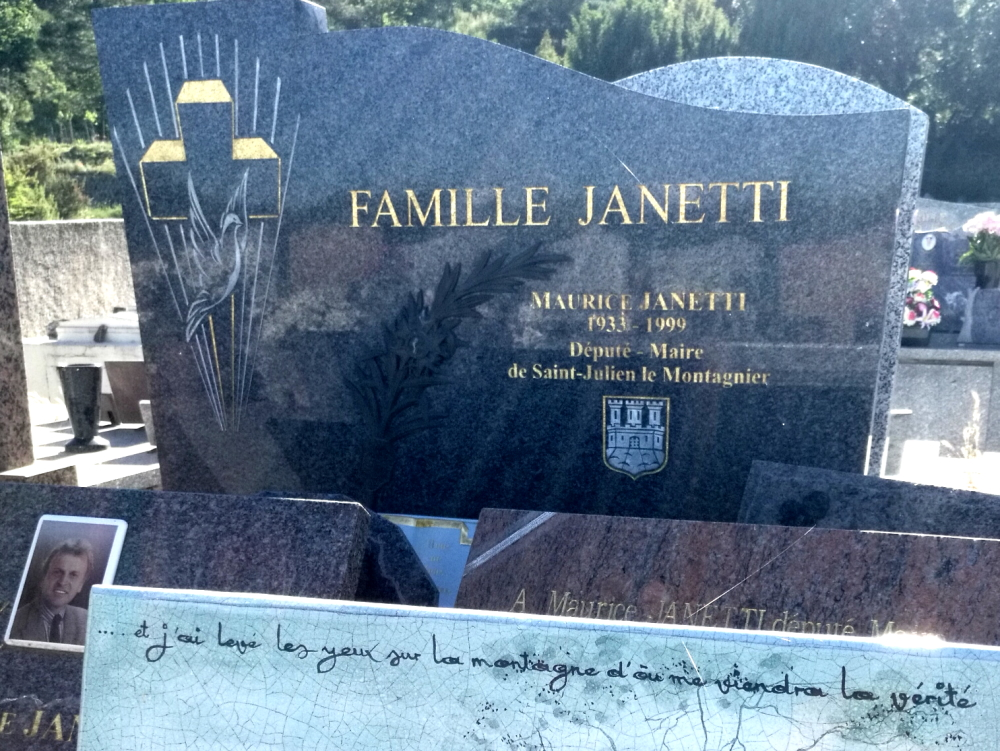
Tombe de Maurice Janetti à Saint-Julien-le-Montagnier.

## Détail des fonctions et des mandats
Mandats parlementaires
- 3 janvier 1978 - 2 avril 1986 : Sénateur du Var
- 16 mars 1986 - 14 mai 1988 : Député du Var
- 17 mars 1996 - 21 avril 1997 : Député de la 6e circonscription du Var
- 1er juin 1997 - 22 juillet 1999 : Député de la 6e circonscription du Var

Mandats locaux
- mars 1965 - 22 juillet 1999 : Maire de Saint-Julien-le-Montagnier
- 23 septembre 1973 - 22 juillet 1999 : Conseiller général du canton de Rians
- 1978 - 22 mars 1992 : Conseiller régional de Provence-Alpes-Côte d'Azur
- 15 mars 1998 - 22 juillet 1999 : Conseiller régional de Provence-Alpes-Côte d'Azur

## Décorations
- Chevalier de la Légion d'honneur[29]
- Chevalier de l'ordre des Palmes académiques[30]

## Hommages toponymiques

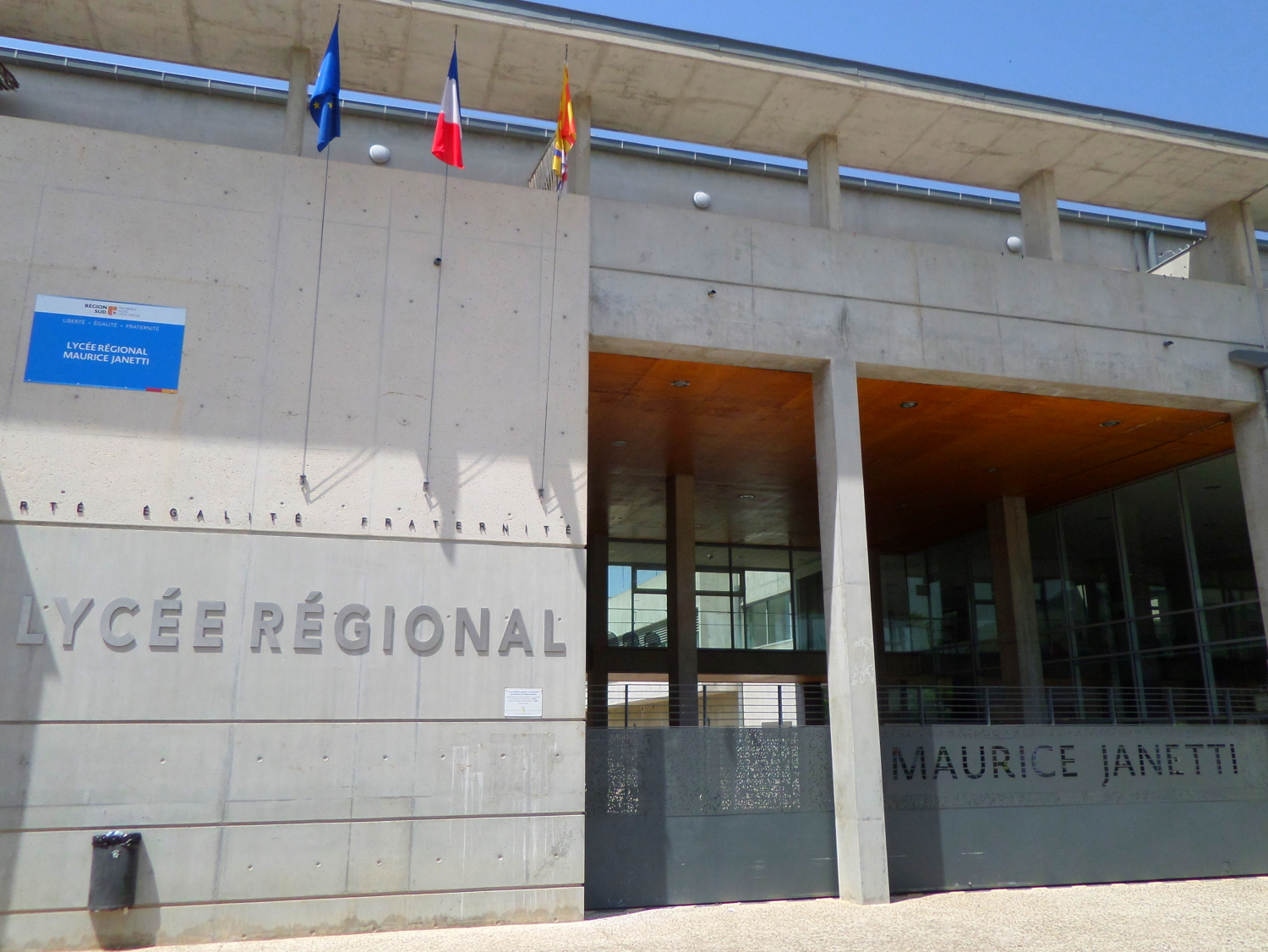
Le lycée Maurice-Janetti à Saint-Maximin-la-Sainte-Baume.

- Le lycée de Saint-Maximin-la-Sainte-Baume porte son nom[31]
- L'école maternelle de Seillons-Source-d'Argens porte son nom
- Saint-Julien-le-Montagnier possède une salle des fêtes et une promenade à son nom[32]
- La salle des fêtes d'Artigues porte son nom
- la section du Parti socialiste de la circonscription porte son nom

## Cinéma
Maurice Janetti joue son propre rôle de député dans le film Les Quatre Saisons d'Espigoule de Christian Philibert sorti le 24 mars 1999.